# Sabres
Sabres (en francès Sabres) és un municipi francès situat al departament de les Landes i a la regió de la Nova Aquitània. L'any 1999 tenia 1.107 habitants.
És conegut com a terra natal de l'escriptor occità Bernat Manciet.

## Demografia
| 1962                                       | 1968  | 1975  | 1982  | 1990  | 1999  | 2007  |
| ------------------------------------------ | ----- | ----- | ----- | ----- | ----- | ----- |
| 977                                        | 1.143 | 1.105 | 1.058 | 1.096 | 1.106 | 1.193 |
| Des de 1962: població sense dobles comptes |       |       |       |       |       |       |

## Administració
| Període   | Identitat           | Partit |
| --------- | ------------------- | ------ |
| 2001-2008 | Jean-Paul Sébastien |        |
| 2008-     | Gérard Moreau       | PS     |

## Agermanaments
- El Arenal